# Список об'єктів Світової спадщини ЮНЕСКО в Беніні
В списку об'єктів Світової спадщини ЮНЕСКО у Беніні налічується 2 найменування (станом на 2023 рік).
Кольорами у списку позначено:
| № | Зображення | Назва                                                     | Місцеположення                             | Час створення | Час внесення до списку                                                              | №   | Критерії |
| - | ---------- | --------------------------------------------------------- | ------------------------------------------ | ------------- | ----------------------------------------------------------------------------------- | --- | -------- |
| 1 |            | Королівські палаци Абомея (англ. Royal Palaces of Abomey) | Бенін Департамент Зу                       | 1625 — 1900   | 1985 (незначні зміни у 2007 році) (з 1985 року по 2007 рік знаходився під загрозою) | 323 | iii, iv  |
| 2 |            | Комплекс В-Арлі-Пенджарі (англ. W-Arly-Pendjari Complex)  | Бенін (спільно з Буркіна-Фасо та Нігером ) | —             | 1996 (розширено у 2017 році)                                                        | 749 | ix, x    |